# Вармійське князівство
Вармійське князівство (лат. Episcopatus Warmiensis, пол. Księstwo Warmińskie, нім. Fürstbistum Ermland) — східноєвропейська теократична автономна держава князя-єпископа Вармійського у балтійському регіоні. Розташовувалася у Вармії, в західній частині Пруссії. Столичне місто — Лідзбарк, резиденція єпископа Вармії з 1306 року. Заснована 1243 року католицьким священнослужителем і папським дипломатом Вільгельмом із Модени як єпископство на території держави Тевтонському ордену. 1260 року отримала власну капітулу, яка зберігала автономію, на відміну від інших прусських єпископств. Перебувала під протекцією Тевтонського ордену. 1356 року здобула статус держави князя-єпископа. 1410 року, після битви під Грюнвальдом, визнала сюзеренітет короля Польщі. Внаслідок Торунського миру 1466 року перейшла під протекторат Королівства Польського. Входила до складу польської Королівської Пруссії, частини Великопольської провінції. Протягом 1569—1772 років була васальною державою Корони Польської в Речі Посполитій. З 1569 року частково керувалася мальборкськими воєводами. Ліквідована 1772 року під час першого поділу Речі Посполитої. Увійшла до складу провінції Східна Пруссія протестантського королівства Пруссія. Землі єпископів вармійських конфіскував король Фрідріх II. Незважаючи на знищення теократичної держави, король надав католикам Вармії право на свободу віросповідання згідно з умовами Варшавського договору 1773 року.

### Адміністративний устрій
Вармійське князівство ділилось на 10 коморництв, 7 з яких безпосередньо підлягали єпископу, а 3 капітулу єпископства. Єпископ скликав Сеймику у Лідзбарку.
Коморництва єпископські
- Браунсберзьке коморництво — Браунсберг (Бранево)
- Гайльсберзьке коморництво — Гайльсберг (Лідзбарк-Вармінський)
- Вормдіттське коморництво — Вормдітт (Орнета)
- Гуттштадське коморництво — Гуттштадт (Добре Місто)
- Зеєбурзьке коморництво — Зеєбург (Єзьорани)
- Рьоссельское коморництво — Рьоссель (Решель)
- Вартенбургське коморництво — Вартенбург (Барчево)

Коморництва капітульні
- Мельзацьке коморництво — Мельзак (Пененжно)
- Фромборкське коморництво — Фромборк
- Алленштайнське коморництво — Алленштайн (Ольштин)

## Джерело
- Gloger, Zygmunt. Warmia [Архівовано 27 вересня 2013 у Wayback Machine.] // Geografia historyczna ziem dawnej Polski. — Kraków, 1903.
- Офіційна сторінка Вармійської архідіоцезії [Архівовано 17 травня 2013 у Wayback Machine.]